# Annamaria Fassio

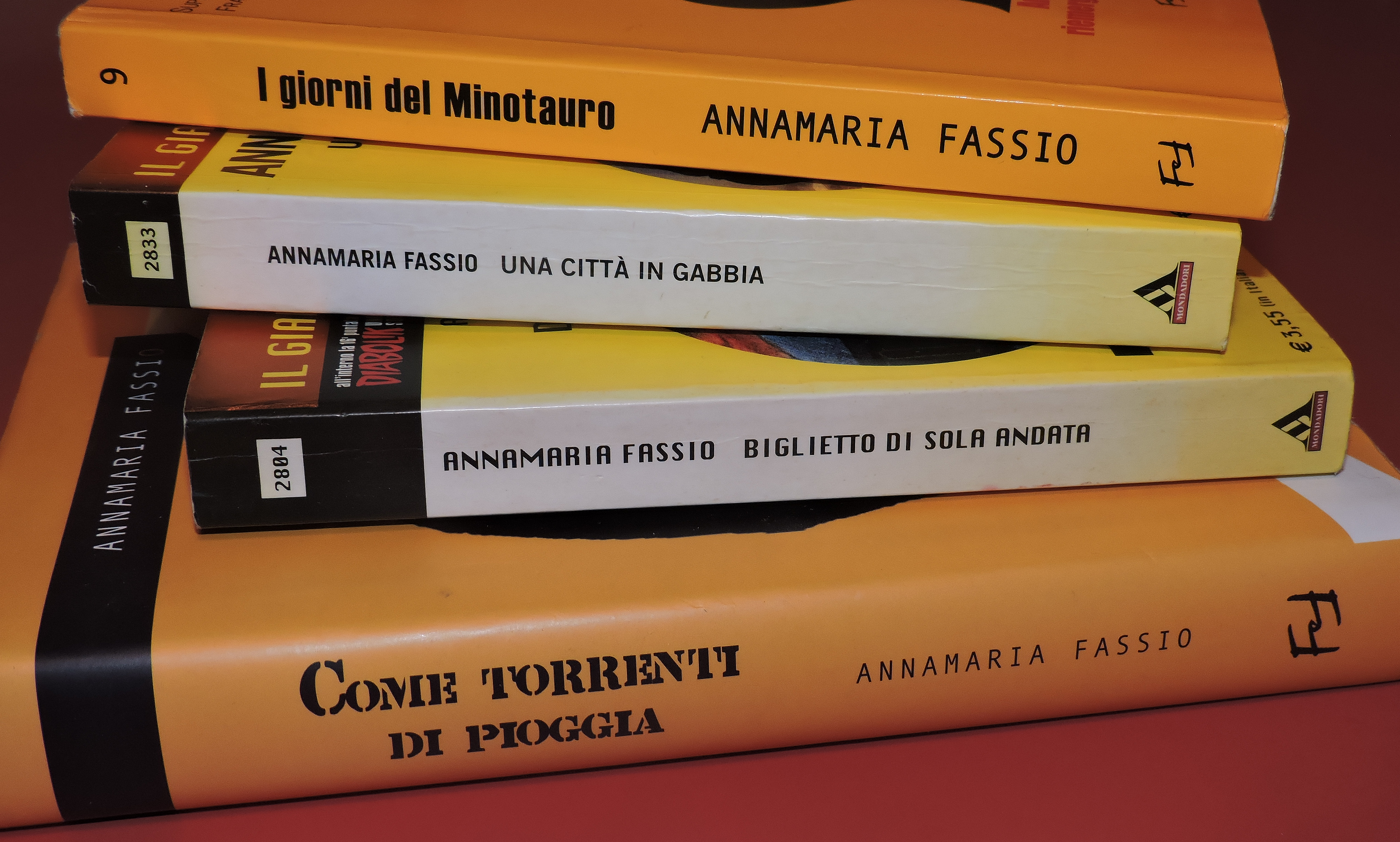
Alcuni libri di Annamaria Fassio

Annamaria Fassio (Genova, 1941) è una scrittrice italiana.

## Biografia
Dopo numerosi lavori, tra cui quello di tecnica istologa alla Facoltà di Medicina dell'Università di Genova, si è dedicata sino al 2005 all'insegnamento. Ha tenuto corsi di scrittura creativa per insegnanti e bambini ed è stata animatrice di cineforum e di teatro per l'infanzia. Viene collegata dalla critica alla produzione giallistica dello scrittore statunitense Ed McBain.
Nel 1999 ha vinto con il romanzo Tesi di laurea il premio Tedeschi per il miglior giallo inedito di ambientazione italiana. In quest'opera compare per la prima volta la coppia di poliziotti Erica Franzoni e Antonio Maffina, entrambi poi presenti negli altri romanzi dell'autrice, sempre editi da Mondadori.
Si è anche cimentata con una spy story, Santiago 544, che vede sullo sfondo il golpe cileno e i traffici orchestrati dalla CIA. Tre dei suoi libri pubblicati dal Giallo Mondadori sono stati tradotti in lingua tedesca. È stata nella giuria del premio "Gran Giallo Città di Cattolica" nel 2012, e dal 2013 è nella giuria del concorso legato al festival Giallo Luna Nero Notte di Ravenna
Nel corso degli anni ha pubblicato numerosi racconti con diverse case editrici. I racconti sono stati poi riuniti nel libro  I Volti del mistero  edito nella collana dei Gialli Mondadori  nel 2021.

## Opere
- Tesi di laurea, Il Giallo Mondadori, 1999
  - Todliches Wissen, Ullstein, 2002
  - Tesi di laurea, in Due casi per Maffina,  Il Giallo Mondadori, 2004
  - Tesi di laurea, Meridiano Zero, 2014
- I delitti della casa rossa, Il Giallo Mondadori, 2001
  - I delitti della casa rossa, in Due casi per Maffina,  Il Giallo Mondadori, 2004
  - Das Rote Haus, Ullstein, 2003
- Biglietto di sola andata, Il Giallo Mondadori, 2002
  - Fahrt in den Tod, Ullstein, 2004
  - Biglietto di sola andata, Fratelli Frilli, 2007
- Una città in gabbia,  Il Giallo Mondadori, 2003
  - Una città in gabbia, Fratelli Frilli, 2006
- Povera Butterfly,  Il Giallo Mondadori, 2004
- Maria Morgana,  Il Giallo Mondadori, 2005
- Come torrenti di pioggia, Fratelli Frilli, 2006
- Liguria in giallo e nero, Fratelli Frilli, 2006
- Una vita in prestito,  Il Giallo Mondadori, 2007
- Gangster;  Il Giallo Mondadori, 2008
- I giorni del minotauro, Fratelli Frilli, 2008
- Shanghai,  Il Giallo Mondadori, 2009
- Santiago 544, Segretissimo Mondadori, 2010
- Annamaria Fassio e Valerio Parodi, Ribelli, Le Mani-Microart'S, 2011
- Di rabbia e morte,  Il Giallo Mondadori, 2011
- Terra bruciata,  Il Giallo Mondadori, 2012
- Controcorrente,  Il Giallo Mondadori, 2013
- L'oro di Sarah,  Il Giallo Mondadori, 2014
- La morte e l'oblio,  Il Giallo Mondadori, 2016
- Donne da uccidere,  Il Giallo Mondadori, 2018
- 24 ore per non morire, Il Giallo Mondadori, 2020
- I volti del mistero, Il Giallo Mondadori, 2021
- Desaparecidos, Il Giallo Mondadori, 2023

### E-book
- L'anno dello sbarco, Delos Digital, 2014
- Un lupo alla porta, Delos Digital, 2016

### Collaborazioni
- Bia Sarasini, Roberta Mazzanti, Silvia Neonato, L'invenzione delle personagge, Iacobelli Editore, 2016
- Elda Cerchiari Necchi e Chiara Rosati (a cura di), Genova Mia - La città come non è stata mai raccontata, Polaris editore, 2017
- Emilia Marasco, Nicolò De Mari, Il Ponte antologia di racconti sul ponte Morandi, il canneto editore, 2018
- AA.VV, Assassinii sull'Orient Express, antologia di racconti a cura di Franco Forte, Il Giallo Mondadori, 2020